# Jamie Hayter
Paige Wooding (Southampton, 23 de abril de 1995) mais conhecida pelo nome de ringue Jamie Hayter é uma lutadora profissional inglesa que atualmente trabalha para a All Elite Wrestling (AEW), onde foi uma vez campeã mundial feminina da AEW.
Antes de assinar com a AEW, ela lutou em diversas promoções incluindo, a Revolution Pro Wrestling (RevPro) da Inglaterra, onde foi Campeã Feminina Britânica da RevPro, e na World Wonder Ring Stardom (Stardom) do Japão, onde é uma ex-campeã mundial da SWA e ex-campeã do Goddess of Stardom Championship (com Bea Priestley).

## Carreira na luta livre profissional

### Circuito independente (2015–2020)
Em 2017, Hayter participou da empresa Pro Wrestling Chaos no torneio para coroar a primeira campeã do Maiden of Chaos após derrotar Dahlia Black nas quartas de final, e foi derrotada na final contra Martina. Em 4 de outubro de 2018, Hayter derrotou Ayesha Raymond para vencer o WWW Women's Championship.
Em novembro de 2018, Jamie competiu no evento anual do torneio Pro Wrestling Eve chamado "She-1", um torneio de blocos que tem o estilo do torneio G1 da New Japan Pro Wrestling. Hayter se tornou a "Ás de Eva" após derrotar Toni Storm e Kris Wolf nas finais.

### Revolution Pro Wrestling (2015–2021)
Hayter fez sua estreia no wrestling profissional em 25 de maio de 2015, em uma derrota para Jinny Couture. No final de junho, Hayter estreou na Revolution Pro Wrestling no evento RevPro Contenders 11 derrotando Zoe Lucas. Em meados de 2018, Hayter derrotou Jinny para vencer o RevPro British Women's Championship pela primeira vez em sua carreira. Em 28 de julho, Hayter fez sua primeira defesa bem-sucedida do título contra Zoe Lucas. Em 5 de agosto, Hayter fez sua segunda defesa bem-sucedida do título contra Bobbi Tyler. Em 18 de novembro, Hayter fez sua terceira defesa bem-sucedida do título contra Kimber Lee. Ela perdeu o título para Zoe Lucas em sua quarta defesa em 2 de dezembro. Ela recuperaria o título em 7 de fevereiro de 2021, derrotando Gisele Shaw. A Revpro desocuparia o título em 27 de junho de 2021, quando Hayter aceitou uma oferta da WWE para um teste na mesma data em que RevPro apresentou um show.

### World Wonder Ring Stardom (2018–2020)
Em meados de 2018, Hayter fez sua estreia na promoção World Wonder Ring Stardom ao entrar no 5STAR Grand Prix 2018, que ela não conseguiu vencer, terminando com 5 pontos. No início de 2019, Hayter se juntou ao grupo Oedo Tai dirigido por Kagetsu. Em janeiro de 2020, Hayter e Bea Priestley se tornaram o primeiro time estrangeiro a vencer o Goddess of Stardom Championship, e Hayter sete dias depois conquistaria seu primeiro título mundial, derrotando Utami Hayashishita pelo SWA Undisputed Women's World Championship. No entanto, ela desocupou o título em setembro de 2020, pois não pôde trabalhar no Japão devido às restrições do COVID-19.

### WWE (2019)
No episódio de 15 de maio de 2019 do NXT UK, Hayter fez sua primeira aparição pela WWE, perdendo para Piper Niven em uma luta squash.

### All Elite Wrestling (2019, 2021–presente)
No episódio de 23 de outubro de 2019 do AEW Dynamite, Hayter fez sua estreia pela AEW, perdendo para Britt Baker. Durante uma entrevista nos bastidores, Hayter foi atacada por Brandi Rhodes. Em 6 de novembro, Hayter conquistou sua primeira vitória em parceria com Emi Sakura enfrentando Riho e Shanna. Hayter foi escalada para trabalhar mais com a AEW enquanto lutava no Japão, no entanto, por causa da pandemia de COVID-19, isso interrompeu os planos.
Hayter voltou à AEW em 13 de agosto de 2021 no episódio de estreia do AEW Rampage, auxiliando Baker em uma briga pós-luta contra Red Velvet e Kris Statlander. Pouco depois, foi anunciado que ela havia assinado com a AEW. Ela então se aliou com Baker e sua associada Rebel. No episódio de 3 de novembro do Dynamite, Hayter competiu no TBS Championship Tournament, onde Hayter derrotou Anna Jay na primeira rodada. No episódio especial da Véspera de Ação de Graças do AEW de Dynamite, Hayter perdeu para Thunder Rosa nas quartas de final do torneio. Em 2022, Hayter competiu no Torneio Feminino da Owen Hart Foundation enfrentando Skye Blue em uma luta de qualificação no Rampage que Hayter venceu. No episódio de 11 de maio do Dynamite, Hayter foi derrotada por Toni Storm nas quartas de final do torneio. No Battle of the Belts III, Hayter desafiou a Campeã Mundial Feminina da AEW Thunder Rosa pelo título, mas foi derrotada tendo ainda quebrado o nariz durante a luta. No All Out, Hayter, Baker, Hikaru Shida e Storm competiram entre si para definir a Campeã Mundial Feminina interina da AEW, que foi vencida por Storm.
No Full Gear, Hayter derrotou Storm para se tornar a Campeã Mundial Feminina interina da AEW. No episódio seguinte do Dynamite, Rosa renunciou ao título linear devido a uma lesão, tornando Hayter a oficial e indiscutível Campeã Mundial Feminina da AEW. A primeira defesa de título bem-sucedida de Hayter foi contra Shida no evento principal do episódio especial do Dynamite, Holiday Bash. A luta teve uma recepção positiva nos bastidores da AEW.
Em 2023, no Revolution, Hayter derrotou Ruby Soho e Saraya em uma luta three-way para reter seu título. Após a luta, Soho atacou Hayter se aliando a Saraya.

## Vida pessoal
Em entrevista à Women's Health UK em 2018, Wooding revelou que tem TDAH e como a luta livre profissional a ajudou a lidar com isso.

## Títulos e prêmios
- All Elite Wrestling
  - AEW Women's World Championship (1 vez)[26]

- Big League Wrestling
  - BLW Women's Championship (1 vez)[27]

- Pro-Wrestling: EVE
  - Pro Wrestling: EVE International Championship (1 vez)[28]

- Pro Wrestling Illustrated
  - PWI a colocou em 47º das 100 melhores lutadoras na PWI Women's 100 em 2020[29]
  - PWI a colorou em 29º das 50 melhores duplas na PWI Tag Team 50 em 2020 com Bea Priestley[30]

- Revolution Pro Wrestling
  - RevPro British Women's Championship (2 vezes)[4]

- Sports Illustrated
  - Sports Illustrated a colocou em 6º das 10 melhores lutadoras de 2022[31]
- World War Wrestling
  - WWW Women's Championship (1 vez)[32]
- World Wonder Ring Stardom
  - Goddesses of Stardom Championship (1 vez) – com Bea Priestley[33]
  - SWA World Championship (1 vez)[34]
  - 5★Star GP Award (1 vez)
    - 5★Star GP Fighting Spirit Award (2019)[35]